# Foto Çami
Foto Çami (ur. 4 października 1925 we wsi Labovë, okręg Gjirokastra) – albański filozof i polityk komunistyczny, w latach 1986-1990 członek biura politycznego Albańskiej Partii Pracy.

## Życiorys
Syn Premte i Olimbi. W czasie II wojny światowej działał w ruchu oporu, pełniąc funkcję komisarza politycznego w jednym z oddziałów Armii Narodowo-Wyzwoleńczej. Po zakończeniu wojny studiował filozofię. Studia ukończył dyplomem Uniwersytetu Tirańskiego. W latach 1973–1991 był członkiem Akademii Nauk Albanii.
Przez wiele lat kierował organizacją partyjną w Tiranie. 7 listopada 1971 został członkiem Komitetu Centralnego Albańskiej Partii Pracy, a w 1986 członkiem Biura politycznego partii. W latach 1970-1990 zasiadał w parlamencie, pełniąc w nim od 1983 funkcję przewodniczącego komisji spraw zagranicznych. W 1986 został członkiem biura politycznego Albańskiej Partii Pracy. W czerwcu 1986, wypowiadając się w imieniu władz partyjnych zaprzeczał, jakoby istniał stan konfliktu między Albanią, a Grecją. W 1987 jako jeden z najbardziej zaufanych współpracowników Ramiza Alii wziął udział w rozmowach z delegacją niemiecką, kierowaną przez Franza Josefa Straußa, dotyczących perspektyw współpracy ekonomicznej RFN i Albanii. Odpowiedzialnością za fiasko tych rozmów obciążano konto Çamiego. W grudniu 1990, decyzją Ramiza Alii został usunięty z Biura Politycznego APP, wraz z Lenką Çuko, Simonem Stefanim i Muho Asllanim i wycofał się z życia publicznego.
W postkomunistycznej Albanii dwukrotnie stawał przed sądem. W 1993 został skazany na 7 lat więzienia za nadużycia finansowe w okresie rządów komunistycznych. W 1996 ponownie stanął przed sądem i został skazany na karę dożywotniego pozbawienia wolności za zbrodnie przeciwko ludzkości. W marcu 1997 w czasie rewolucji piramidowej został uwolniony z więzienia.
Był żonaty (żona Zhaneta), miał dwie córki.

## Publikacje
- 1978: Kushtetuta e socializmit fitimtar (Konstytucja zwycięskiego socjalizmu)